# Уругвай на літніх Олімпійських іграх 1984
Уругвай брав участь у Літніх Олімпійських іграх 1984 року у Лос-Анджелесі (США) утринадцяте за свою історію, пропустивши Літні Олімпійські ігри 1980 року, але не завоював жодної медалі. Збірну країни представляла одна жінка.